# Вердінге
Вердінге (нід. Weerdinge) — село в нідерландській провінції Дренте. Входить до муніципалітету Еммен.
Його площа становить 1,26 км², а населення станом на 2021 рік складало 580 осіб.
Перша згадка про населений пункт датується 1327 роком.

## Галерея

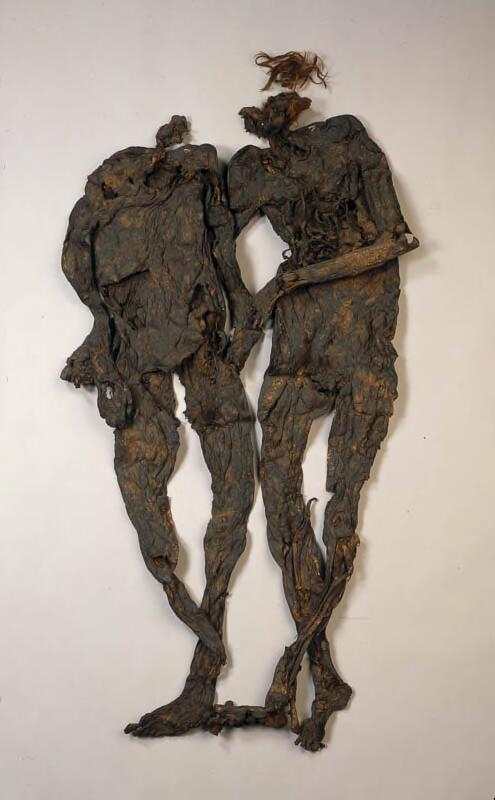
Болотяні люди, знайдені поблизу села
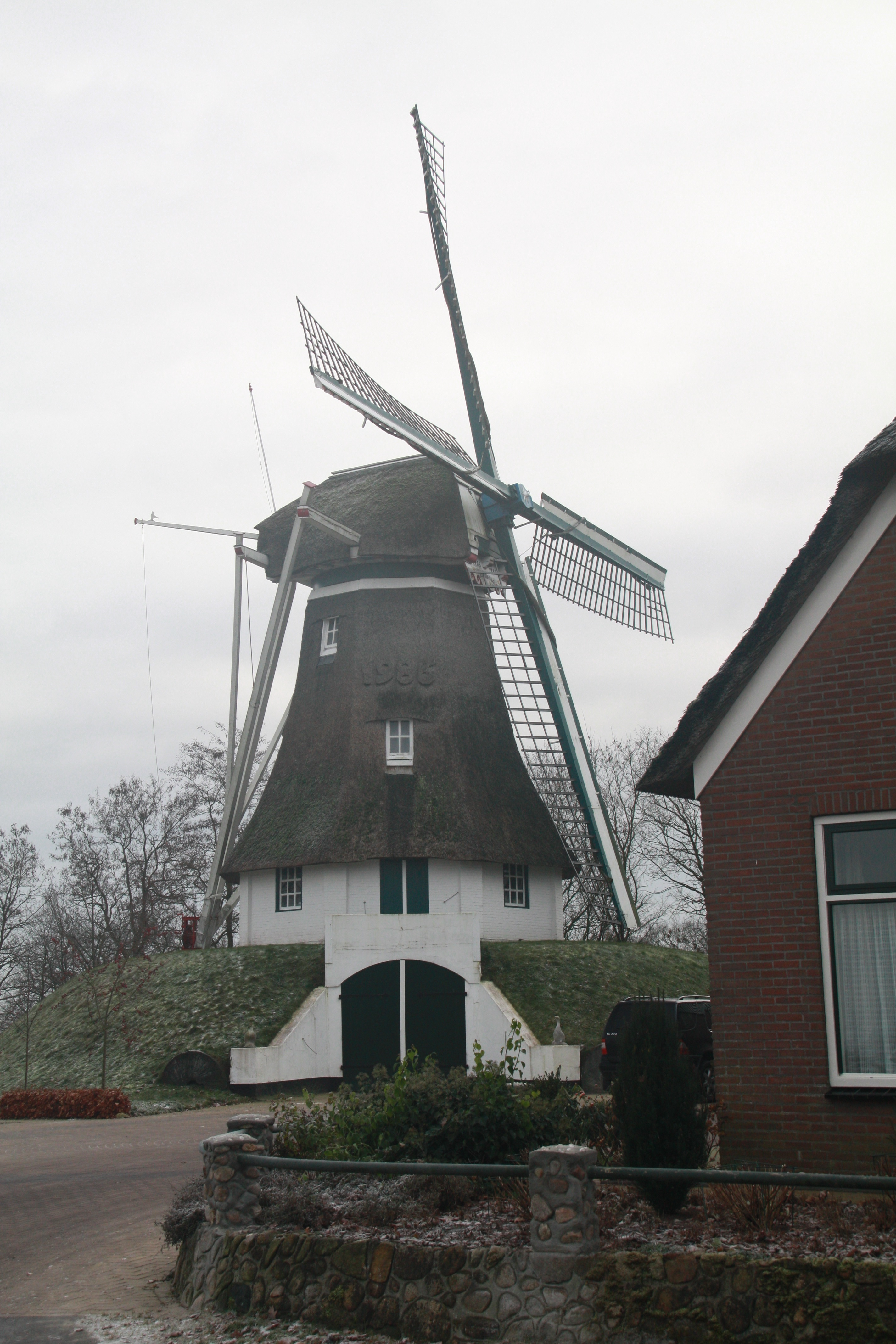
Вітряк De Hondsrug